# Хайдин, Владимир Иванович
Владимир Иванович Хайдин (9 июля (26 июня) 1902, Москва, Российская империя — 15 мая 1969, Москва, СССР) — советский футболист и тренер.
Играл в командах «Русское гимнастическое общество», «Московский клуб спорта», «Красная Пресня» и «1-я ситценабивная фабрика».
В 1924—1925 выступал за Сборную Москвы.
В 1963 году за воспитание футболистов присвоено звание «Заслуженный тренер РСФСР».

## Достижения
Чемпионат Москвы по футболу
- Чемпион (2): 1923 (в), 1924 (в)

## Семья
- Брат Хайдин, Иван Иванович

## Воспитанники
- Горянский, Евгений Иванович
- Голодец, Адамас Соломонович
- Климачёв, Александр Яковлевич
- Рейнгольд, Валерий Леонидович